# دریک جونز
دریک جونز (انگلیسی: Derrick Jones Jr.؛ زادهٔ ۱۵ فوریهٔ ۱۹۹۷) بازیکن بسکتبال اهل ایالات متحده آمریکا است.
از باشگاه‌هایی که در آن بازی کرده‌است می‌توان به پورتلند تریل بلیزرز اشاره کرد.